# السياحة في البراري

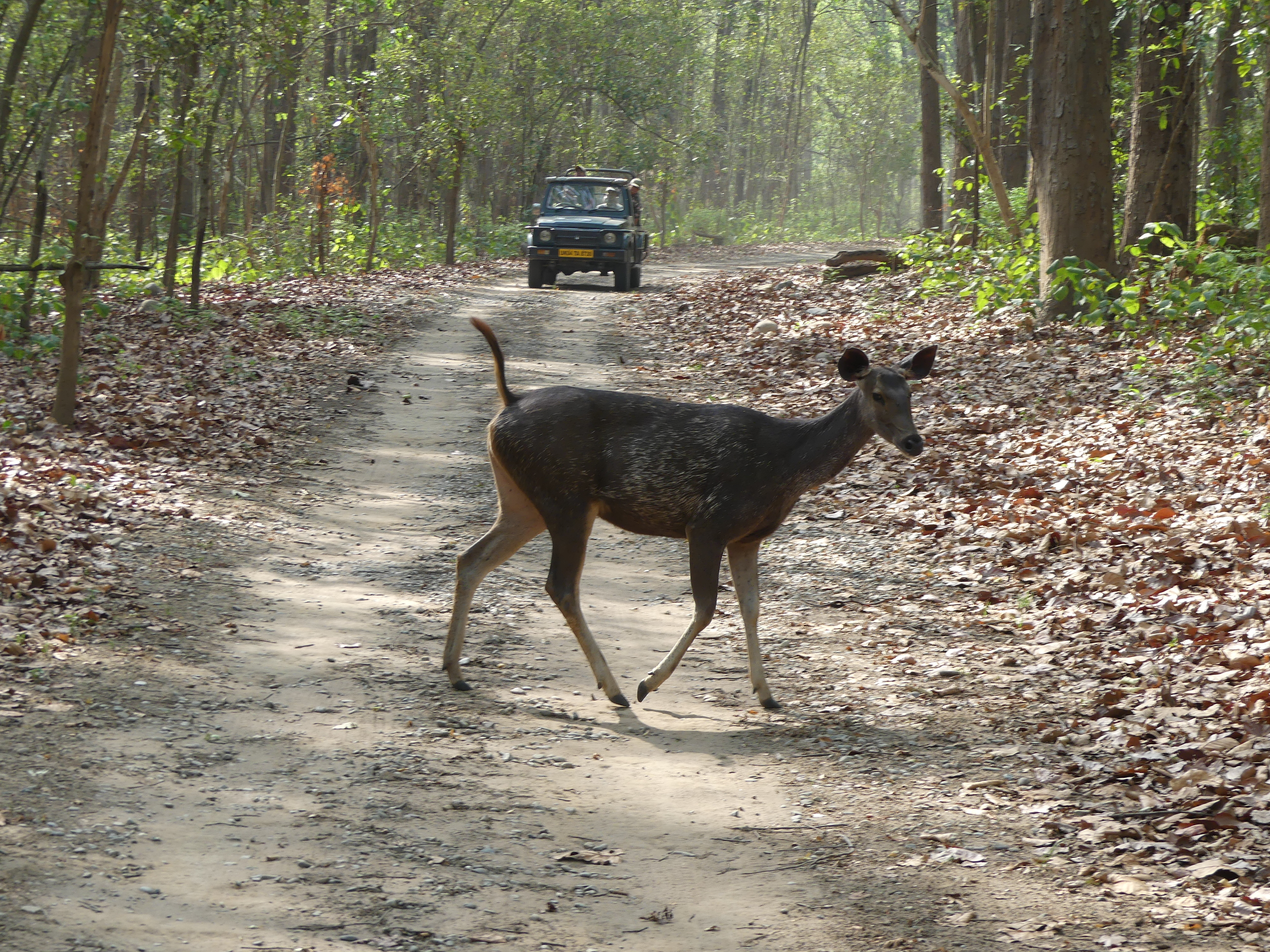
حيوان بري يعبر الطريق أمام مركبة من السواح.

تعد سياحة البراري أحد عناصر صناعة السفر في العديد من الدول التي تتمحور حول المراقبة والتفاعل مع الحيوانات والنباتات المحلية في بيئاتها الطبيعية. يمكن أن تشمل السياحة البيئة الصديقة للحيوان، إذ يُعد صيد السفاري والأنشطة المماثلة من ضمن سياحة البراري. سياحة البراري في أبسط معانيها هي التفاعل مع الحيوانات في بيئتها الطبيعية، إما عن طريق النشاط الإيجابي (مثل الصيد/ الجمع) أو السلبي (مثل المشاهدة/ التصوير). تعد سياحة البراري جزءًا مهمًا من صناعات السياحة في العديد من البلدان بما في ذلك العديد من دول إفريقيا وأمريكا الجنوبية وأستراليا والهند وكندا وأندونيسيا وبنغلاديش وماليزيا وسريلانكا وجزر المالديف. وشهدت نموًا كبيرًا في السنوات الأخيرة في جميع أنحاء العالم وتتسق اتساقًا وثيقًا مع السياحة البرية والسياحة المستدامة.
وفقًا لمنظمة السياحة العالمية التابعة للأمم المتحدة، مع نمو سنوي يبلغ حوالي 3%، تعود 7% من صناعة السياحة العالمية إلى سياحة البراري. ويقدر أيضًا أن النمو أعلى بكثير في بعض الأماكن مثل مواقع التراث العالمي لليونيسكو.
توَظف السياحة البرية حاليًا حوالي 22 مليون شخص في جميع أنحاء العالم بشكل مباشر أو غير مباشر، وتساهم بأكثر من 120 مليار دولار في الناتج المحلي الإجمالي العالمي. كصناعة دولية بملايين الدولارات، تتميز غالبًا سياحة البراري بتقديم مجموعة جولات ورحلات سفاري مخصصة للسماح بالشعور القريب للحياة البرية.

## الوصف
تشمل سياحة البراري في الغالب التفاعلات غير الاستهلاكية مع الحياة البرية، مثل مراقبة الحيوانات وتصويرها في بيئتها الطبيعية. تشمل أيضًا مشاهدة الحيوانات الأسيرة والتفاعل معها في حدائق الحيوان أو متنزهات البراري، ويمكن أن تشمل أيضًا ركوب الحيوانات (مثل ركوب الأفيال) والأنشطة الاستهلاكية مثل صيد الأسماك والصيد عموماً، والتي لا تندرج ضمن تعريف سياحة البراري وقد تعرض الرفق بالحيوان للخطر. يحتوي البرنامج السياحي على جوانب ترفيهية لمغامرة السفر، وتدعم قيم السياحة البيئية والمحافظة على الطبيعة.

## الآثار السلبية
يمكن لسياحة البراري أن تسبب اضطرابات كبيرة للحيوانات في بيئتها الطبيعية. حتى من بين الممارسات السياحية التي تفتخر بالحد الأدنى من الاتصال المباشر إلى عدم الاتصال المباشر، أدى الاهتمام المتزايد بالسفر إلى البلدان النامية إلى الازدهار في بناء المنتجعات والفنادق، لا سيما في الغابات المطيرة وأراضي غابات المنغروف. يمكن أن تؤدي مشاهدة الحياة البرية إلى تخويف الحيوانات وتعطيل مواقع إطعامها وتعايشها أو تأقلمها مع وجود الناس. في كينيا، على سبيل المثال، يؤدي اضطراب مراقبة الحياة البرية إلى خروج الفهود من محميتها، ما يزيد من مخاطر زواج الأقارب ويزيد من تعريض الأنواع للخطر.
قد تعرض بعض الممارسات مثل بيع الأماكن الخاضعة للعقوبات أو أماكن النفايات للسياح للمشاركة في الصيد، أو الصيد الممنوع يمكن أن يؤثر على السكان سلبيًا بشكل غير مباشر. بالرغم من أن عمليات القتل بالصيد يمكن أن تحافظ على صحة العديد من النظم البيئية، تدفع الطبيعة المربحة لهذه العمليات بعض المجموعات غير الرسمية للقيام بالأمر دون إدراك التأثير السلبي المحتمل لأعمالها. وهذا ينطبق على الأنواع الكبيرة والتسويقية. يمكن لهذه المنظمات غير الرسمية أن تروج للصيد أو جمع الحيوانات البرية من أجل الربح دون المشاركة أو تعرضهم لمعاقبة السلطات في إدارة الحياة البرية بالإضافة إلى العمليات المنظمة لخداع السياح غير النبهين. بالرغم من عدم اعتمادها من قبل أي سلطة، فالحقيقة أن هذه العمليات تمول من قبل السياح وتغذيها الحياة البرية، تصنف هذه الأنشطة في سياحة البراري على أنها «صيد غير مشروع».

## التأثيرات المباشرة
تعتمد التأثيرات التي تحدثها سياحة البراري على الحياة البرية على حجم التنمية السياحية وسلوك الحياة البرية ومرونتها في مواجهة وجود البشر. عند حدوث أنشطة السياح خلال أوقات حساسة من دورة حياة الحيوانات (على سبيل المثال، في أثناء موسم التعشيش)، أو عندما تنطوي رغبة السياح على قرب أكثر من اللازم تجاه الحياة البرية بغرض تحديد الهوية أو التصوير الفوتوغرافي، فإن هذا يؤدي إلى احتمال حدوث اضطراب كبير. ولا يبدو أن السياح يزعجون جميع الأنواع داخل المناطق التي يزورونها.